# 3595 Ґаллахер
3595 Ґаллахер (3595 Gallagher) — астероїд головного поясу, відкритий 15 жовтня 1985 року.
Тіссеранів параметр щодо Юпітера — 3,372.